# کلاودیو کالیگاری
کلودیو کالیگاری (ایتالیایی: Claudio Caligari؛ زاده ۷ فوریه ۱۹۴۷-درگذشته ۲۶ مه ۲۰۱۵) کارگردان، و فیلم‌نامه‌نویس اهل ایتالیا بود. وی تدوین سومین و آخرین فیلم خود را تنها چند روز پیش از مرگش به علت تومور تکمیل کرد.
از فیلم‌های او می‌توان به بوی شب اشاره کرد.